# 327982 Balducci
327982 Balducci este o planetă minoră (asteroid) din centura de asteroizi. A fost descoperită pe 10 aprilie 2007 la Borbona de Vincenzo Silvano Casulli⁠(d). 
Obiectul prezintă o orbită caracterizată de o semiaxă mare de 3,0026699851237 UAi, o excentricitate de 0,1, o înclinație de 9,8 ° în raport cu ecliptica.